# Mison
Mison est une commune française située dans le département des Alpes-de-Haute-Provence, en région Provence-Alpes-Côte d'Azur.
Le nom des habitants de Mison est Misonnais.

## Géographie

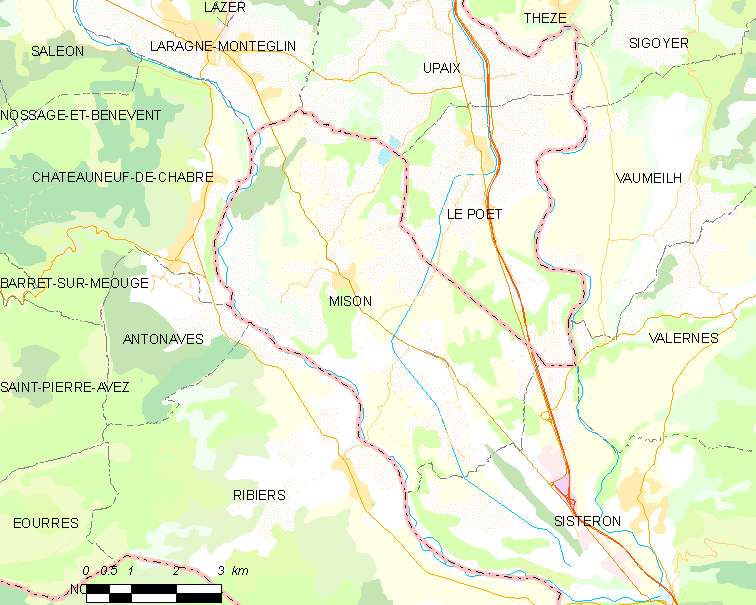
Mison et les communes voisines (Cliquez sur la carte pour accéder à une grande carte avec la légende).

Le village est situé en hauteur, à 638 m, au pied de la colline où se trouvait le château médiéval. Le village des Armands est situé sur la route nationale 75, à 600 m d’altitude environ. Les communes limitrophes sont Laragne-Montéglin, Upaix, Le Poët, Sisteron et Val Buëch-Méouge.

Massif des Alpes et localisation des Baronnies

### Géologie
Le territoire se situe en limite est des Baronnies, sur des formations calcaires provençales du Jurassique supérieur (dénommées Terres noires) et du Crétacé inférieur (roches sédimentaires issues d'un ancien océan alpin).
L'emplacement entre deux vallées entraine la présence de conglomérats quaternaires (formation sédimentaire).
La nappe de Digne s'étend plus à l'est, au niveau du lobe de Valavoire : il s'agit d'une nappe de charriage, c'est-à-dire d'une dalle épaisse de près de 5 000 m qui s'est déplacée vers le sud-ouest durant l'Oligocène et la fin de la formation des Alpes. Les lobes (ou écailles) correspondent à la bordure découpée à l'ouest de la nappe.
Lors des deux dernières grandes glaciations, la glaciation de Riss et la glaciation de Würm, le glacier de la Durance connaît une grande extension. Le glacier rissien recouvre entièrement la commune, à l’exception de la colline où le village actuel est installé, et la ligne de collines allant du Vabre au Langueirard. Le glacier de Würm est moins étendu et s’arrête approximativement à la frontière entre Mison avec Le Poët.

### Relief
Le territoire de la commune est vallonné. À l’ouest, la vallée du Buëch est marquée par un fort dénivelé (environ 160 m entre la vallée du Buëch et les collines au nord du village). Plus au sud, la terrasse située entre Durance et Buëch s’établit à 570 m environ.
Les principales collines sont les Romeyères à l’ouest de la commune, en bordure du Buëch (point culminant à 705 m), et le Langueirard, au nord, dont les sommets dépassent les 700 m et qui atteint 735 m.

### Hydrographie

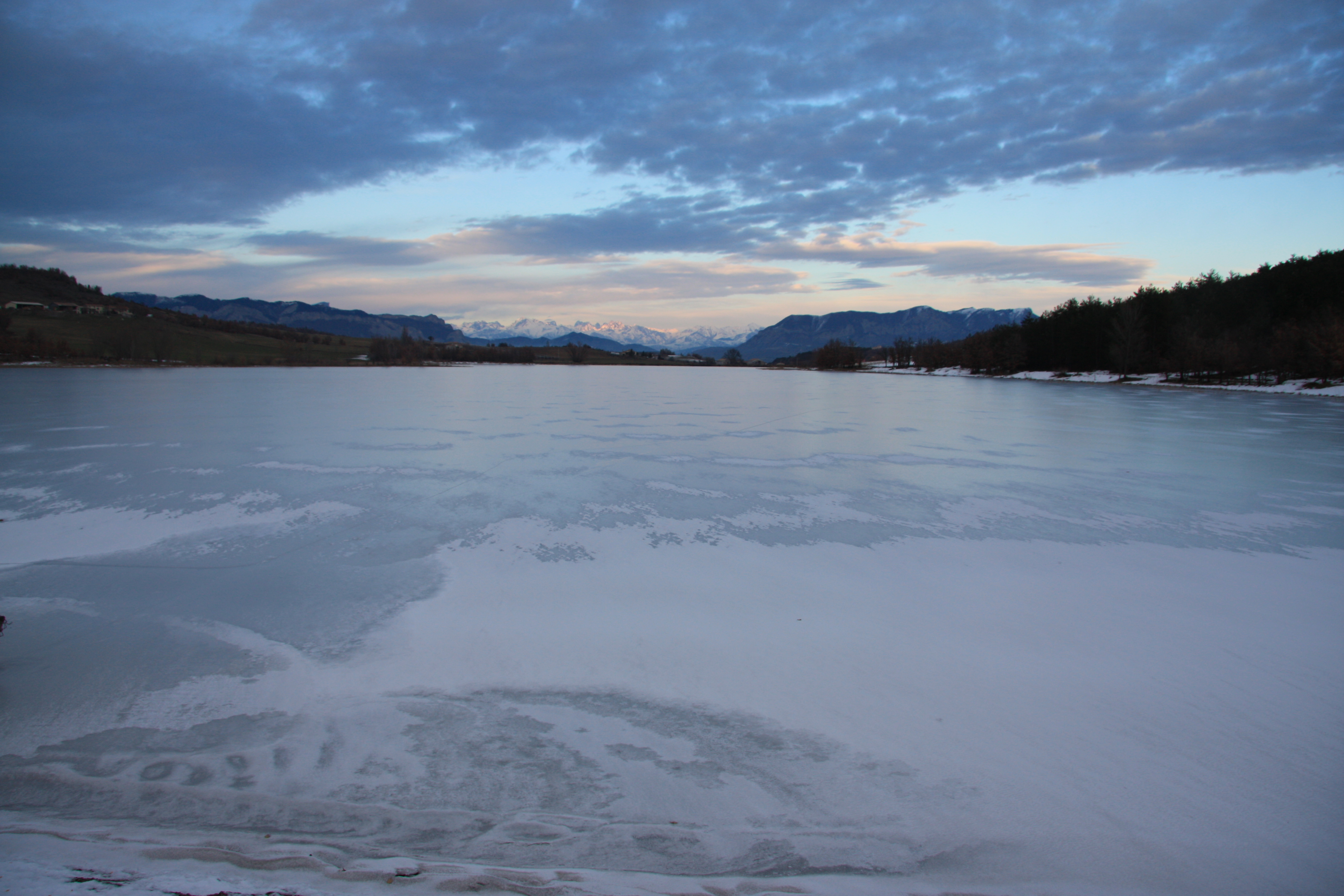
Le lac de Mison en hiver, avec la Barre des Écrins en fond.

Le Buëch borde la commune en limite ouest. Les collines sont drainées par des cours d’eau intermittents,.
Le lac collinaire de Mison s’est formé en limite nord, à 631 mètres d'altitude.
La commune est traversée par une importante voie d’eau artificielle, le canal de Sisteron, franchi par cinq ponts dans la commune. Sur une partie de son cours, il double le canal de Ventavon, canal d’irrigation plus ancien.

### Communications et transports
La commune est traversée du nord au sud par l'ex-route nationale 75, aujourd'hui RD 4075. Le village est relié à la grand-route par la D 124 depuis les Armands.
L’échangeur Sisteron-nord de l’autoroute A51 est situé à 7 km au sud.
La ligne de chemin de fer Marseille - Briançon traverse la commune, mais la gare de Mison est fermée à tout trafic. Les gares ouvertes les plus proches sont celles de Laragne, à 5 km au nord, et de Sisteron, à 10 km au sud.

### Principaux hameaux
Les « quartiers » de la commune sont :
| - le Village - les Œufs - les Armands - la Maure - les Girolles - les Mazans - les Menens - le Niac | - la Silve - les Grandes Blaches - les Eyssaras - les Hostes - Font Michelle[réf. nécessaire] - la Clapisse[réf. nécessaire] - Taravelle[réf. nécessaire] - Les Tardieux |
| | |

### Climat
Pour des articles plus généraux, voir Climat de Provence-Alpes-Côte d'Azur et Climat des Alpes-de-Haute-Provence.
En 2010, le climat de la commune est de type climat méditerranéen altéré, selon une étude du Centre national de la recherche scientifique s'appuyant sur une série de données couvrant la période 1971-2000. En 2020, Météo-France publie une typologie des climats de la France métropolitaine dans laquelle la commune est exposée à un climat de montagne ou de marges de montagne et est dans la région climatique Alpes du sud, caractérisée par une pluviométrie annuelle de 850 à 1 000 mm, minimale en été.
Pour la période 1971-2000, la température annuelle moyenne est de 11 °C, avec une amplitude thermique annuelle de 17,7 °C. Le cumul annuel moyen de précipitations est de 859 mm, avec 7,2 jours de précipitations en janvier et 4,5 jours en juillet. Pour la période 1991-2020, la température moyenne annuelle observée sur la station météorologique de Météo-France la plus proche, « Laragne Montéglin », sur la commune de Laragne-Montéglin à 6 km à vol d'oiseau, est de 12,0 °C et le cumul annuel moyen de précipitations est de 813,8 mm. 
La température maximale relevée sur cette station est de 41,1 °C, atteinte le 28 juin 2019 ; la température minimale est de −17,4 °C, atteinte le 18 décembre 2010,,.
Les paramètres climatiques de la commune ont été estimés pour le milieu du siècle (2041-2070) selon différents scénarios d'émission de gaz à effet de serre à partir des nouvelles projections climatiques de référence DRIAS-2020. Ils sont consultables sur un site dédié publié par Météo-France en novembre 2022.

### Faune

Échantillon de la micro-faune.
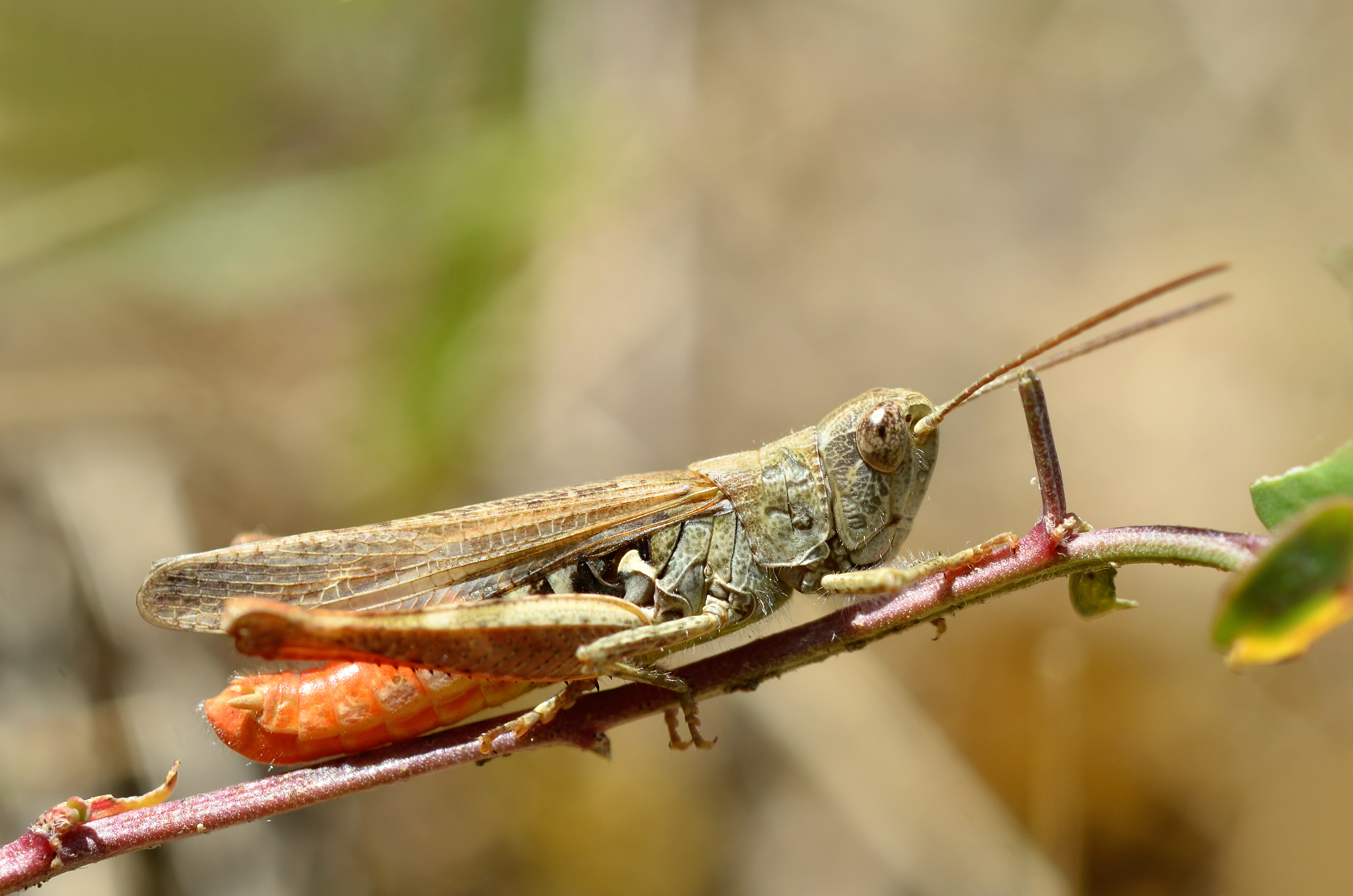
Criquet (Chorthippus mollis) mâle.
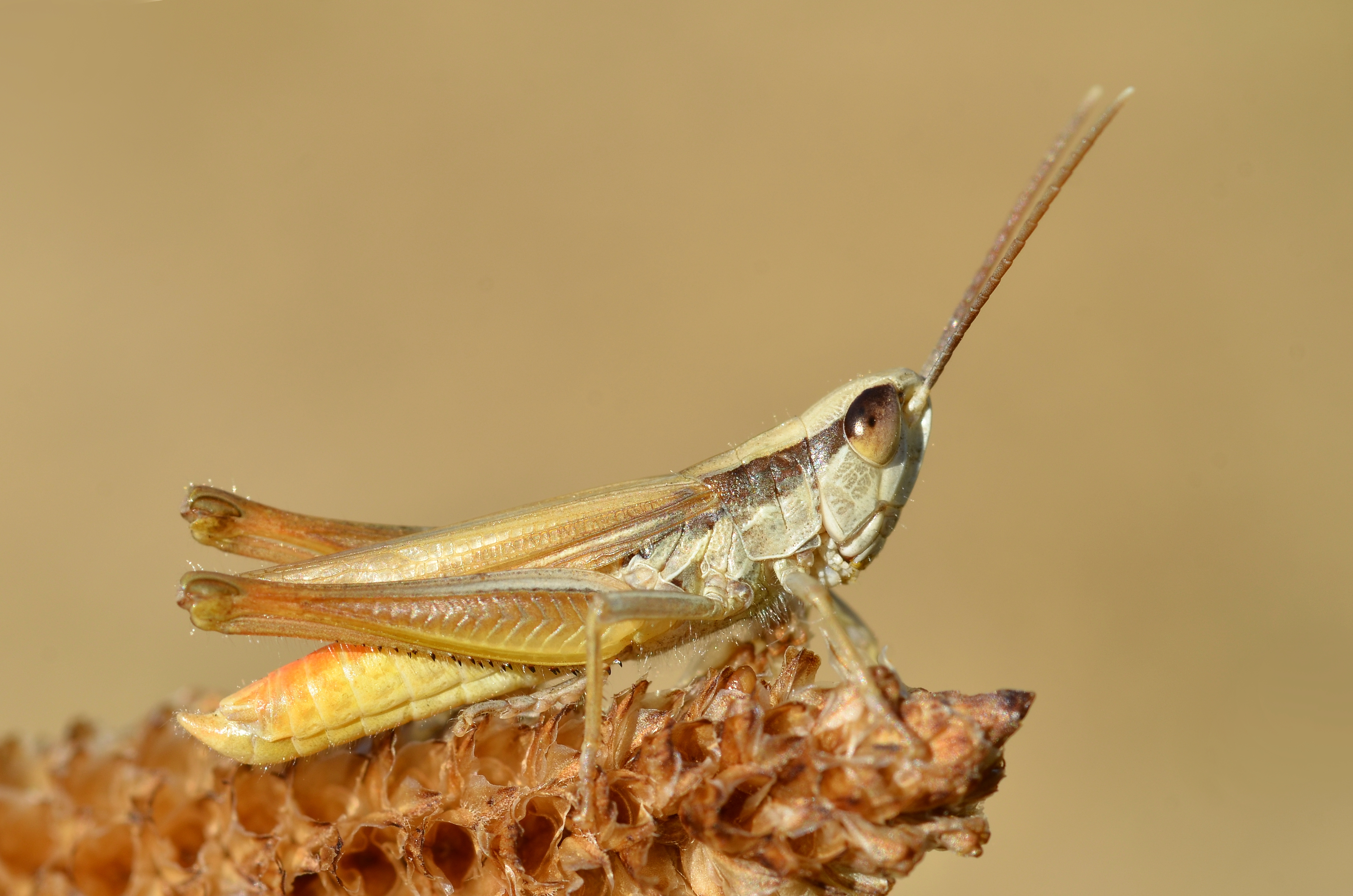
Euchorthippus pulvinatus mâle.
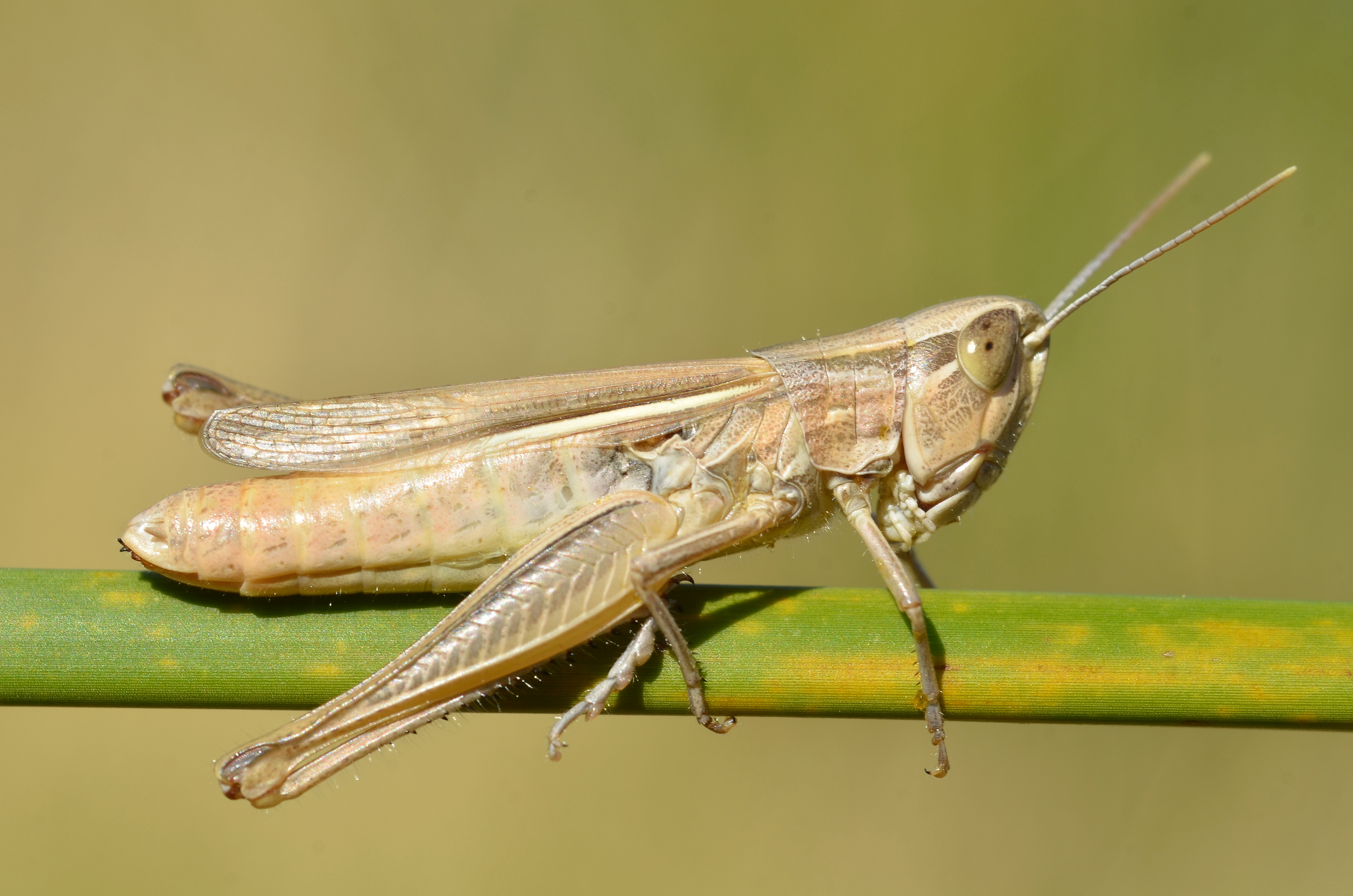
Euchorthippus pulvinatus femelle.
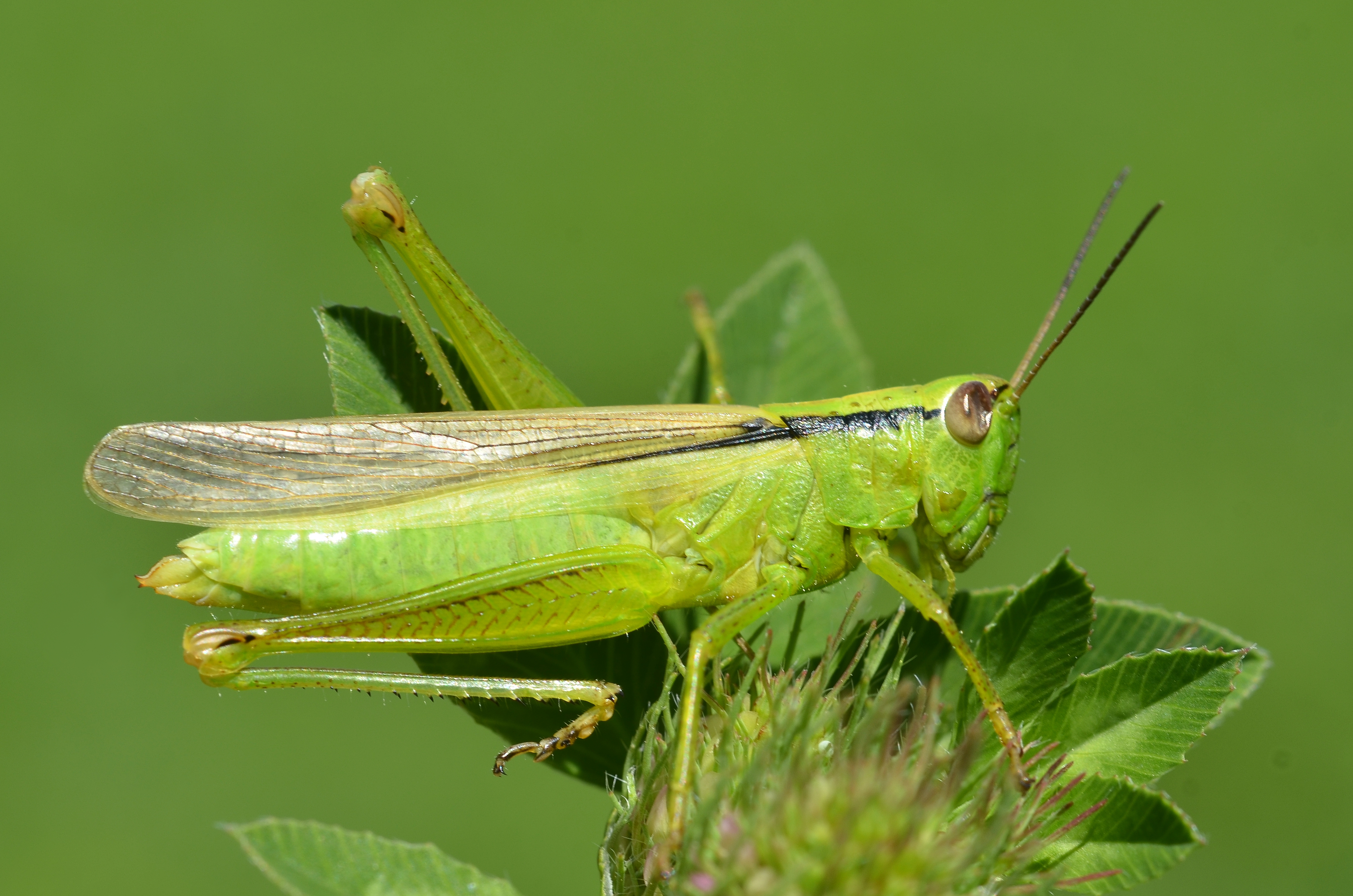
Mecostethus parapleurus femelle.

### Risques naturels et technologiques
Aucune des 200 communes du département n'est en zone de risque sismique nul. Le canton de Sisteron auquel appartient Mison est en zone 1b (sismicité faible) selon la classification déterministe de 1991, basée sur les séismes historiques, et en zone 3 (risque modéré) selon la classification probabiliste EC8 de 2011. La commune de Mison est également exposée à trois autres risques naturels :
- feu de forêt ;
- inondation (dans la vallée du Buëch et à proximité du canal EDF) ;
- mouvement de terrain.

La commune de Mison est de plus exposée à deux risques d’origine technologique :
- celui de transport de matières dangereuses, par rail, route et canalisations[19]. Ces transports sont principalement à destination des usines Seveso de Sisteron et Saint-Auban[20] :
  - en ce qui concerne la voie ferrée, c’est la ligne de Lyon à Marseille (via Grenoble) qui traverse la commune ;
  - l’autoroute A51 et les départementales RD 4075 (ancienne route nationale 75) et la RD 4085 (ancienne route nationale 85) peuvent être empruntées par les transports routiers de marchandises dangereuses[21] ;
  - enfin, deux canalisations dangereuses traversent la commune et constituent donc un facteur de risque supplémentaire : le gazoduc servant à alimenter le département en gaz naturel, et Transalpes qui transporte de l’éthylène[22],[23] ;
- le deuxième risque technologique est celui de rupture de barrage : en cas de rupture du barrage de Serre-Ponçon, c’est toute la vallée de la Durance qui serait menacée par l’onde de submersion[24] qui refluerait également dans la vallée du Buëch[25]. En cas de rupture du barrage de Saint-Sauveur, c’est la vallée du Buëch qui serait menacée.

Aucun plan de prévention des risques naturels prévisibles (PPR) n’existe pour la commune a été approuvé en 2006 pour les risques d’inondation, de mouvement de terrain et de séisme et le Dicrim n’existe pas non plus.
La commune a été l’objet de plusieurs arrêtés de catastrophe naturelle pour des inondations, coulées de boue et glissements de terrain en 1994 et 1993.

## Urbanisme

### Typologie
Au 1er janvier 2024, Mison est catégorisée commune rurale à habitat dispersé, selon la nouvelle grille communale de densité à 7 niveaux définie par l'Insee en 2022.
Elle est située hors unité urbaine. Par ailleurs la commune fait partie de l'aire d'attraction de Sisteron, dont elle est une commune de la couronne,. Cette aire, qui regroupe 21 communes, est catégorisée dans les aires de moins de 50 000 habitants,.

### Occupation des sols
L'occupation des sols de la commune, telle qu'elle ressort de la base de données européenne d’occupation biophysique des sols Corine Land Cover (CLC), est marquée par l'importance des territoires agricoles (75,1 % en 2018), en diminution par rapport à 1990 (76,1 %). La répartition détaillée en 2018 est la suivante : 
terres arables (31,1 %), cultures permanentes (29 %), forêts (15,4 %), zones agricoles hétérogènes (14,9 %), espaces ouverts, sans ou avec peu de végétation (7,3 %), milieux à végétation arbustive et/ou herbacée (1,3 %), zones urbanisées (0,9 %).
L'évolution de l’occupation des sols de la commune et de ses infrastructures peut être observée sur les différentes représentations cartographiques du territoire : la carte de Cassini (XVIIIe siècle), la carte d'état-major (1820-1866) et les cartes ou photos aériennes de l'IGN pour la période actuelle (1950 à aujourd'hui).

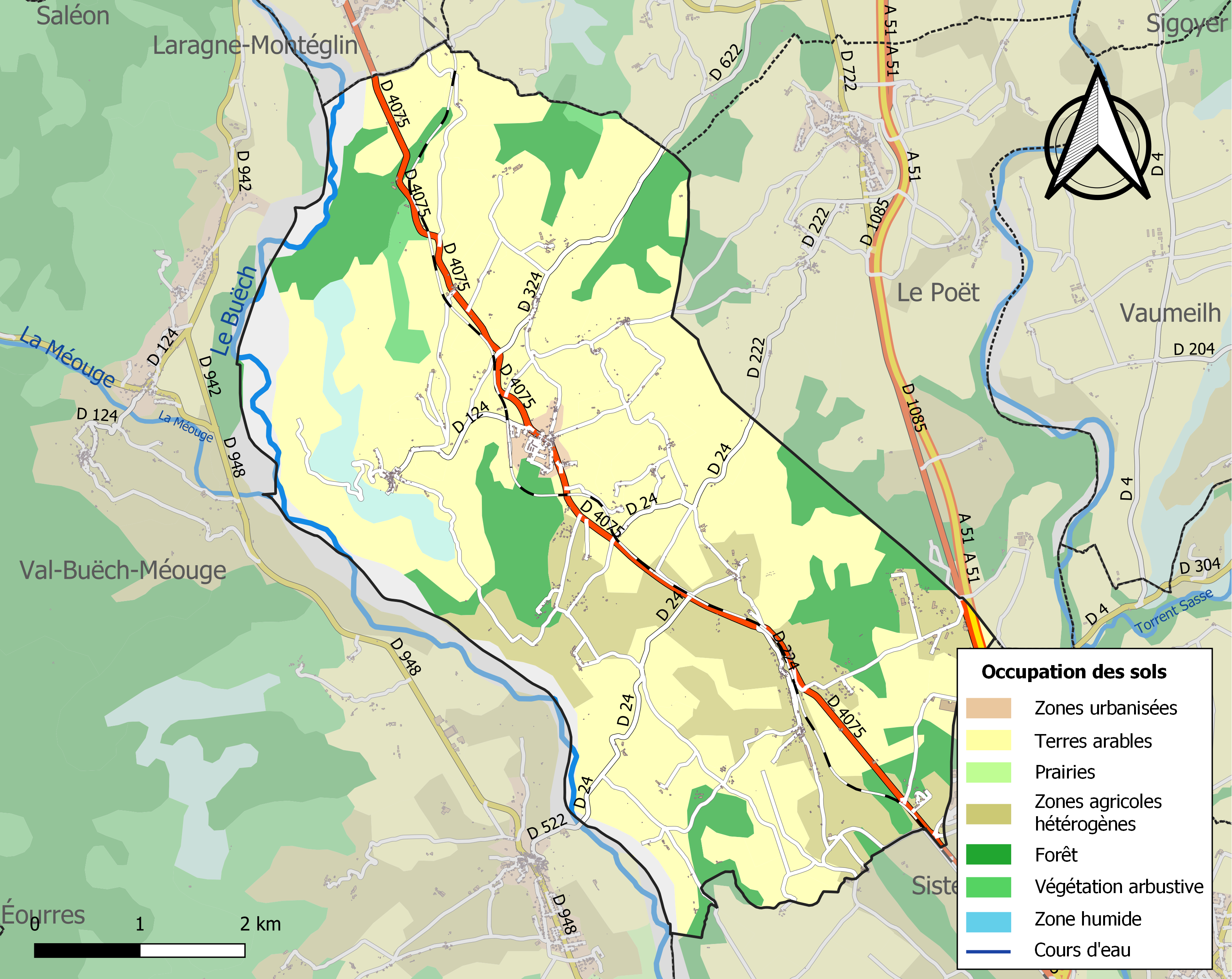
Carte de l'occupation des sols de la commune en 2018 (CLC).

## Toponymie
Le nom du village, tel qu’il apparaît pour la première fois dans les textes (castri Misoni), est interprété de différentes manières, : 
- soit comme tiré de la racine *Mis- à valeur oronymique (désignant une montagne) selon Rostaing ;
- soit comme dérivé d’un nom propre germanique, Meyzo, selon Nègre.

## Histoire

### Préhistoire et Antiquité
Des fondations de murs circulaires protohistoriques ont été découverts  par prospection aérienne au début des années 1980.
Dans l’Antiquité, le territoire de Mison fait partie de celui des Sogiontiques (Sogiontii), dont le territoire s’étend du sud des Baronnies à la Durance, et recouvre une partie du massif des Monges. Les Sogiontiques sont fédérés aux Voconces, qui contrôlaient les communications entre les Alpes et la vallée du Rhône. Les Sogiontiques, eux, installés à Sisteron et ses environs, contrôlaient les débouchés des vallées du Buëch et de la Durance. Après la conquête romaine, ils sont rattachés avec eux à la province de Narbonnaise. Au IIe siècle, ils sont détachés des Voconces et forment une civitas distincte, avec pour capitale Segustero (Sisteron). De la période de présence romaine datent quelques vestiges, aux Armands.

### Moyen Âge
La localité apparaît pour la première fois dans les chartes en 988. La communauté relevait de la viguerie de Forcalquier.
Un château est construit au XIIIe siècle sur un site dominant le confluent de la Méouge et du Buëch. La baronnie de Mison passe des vicomtes de Gap aux comtes de Provence en 1263 qui reconstruisent le château fin XIIIe-début XIVe siècle. En 1300, une petite communauté juive était établie à Mison. Le village obtient une charte de franchises en 1360.[réf. nécessaire]

### Époque moderne
La baronnie est érigée en marquisat pour Charles d’Armand en 1694 ; à l’époque le château est abandonné. Une foire se tenait à Mison au XVIIIe siècle.

### Époque contemporaine

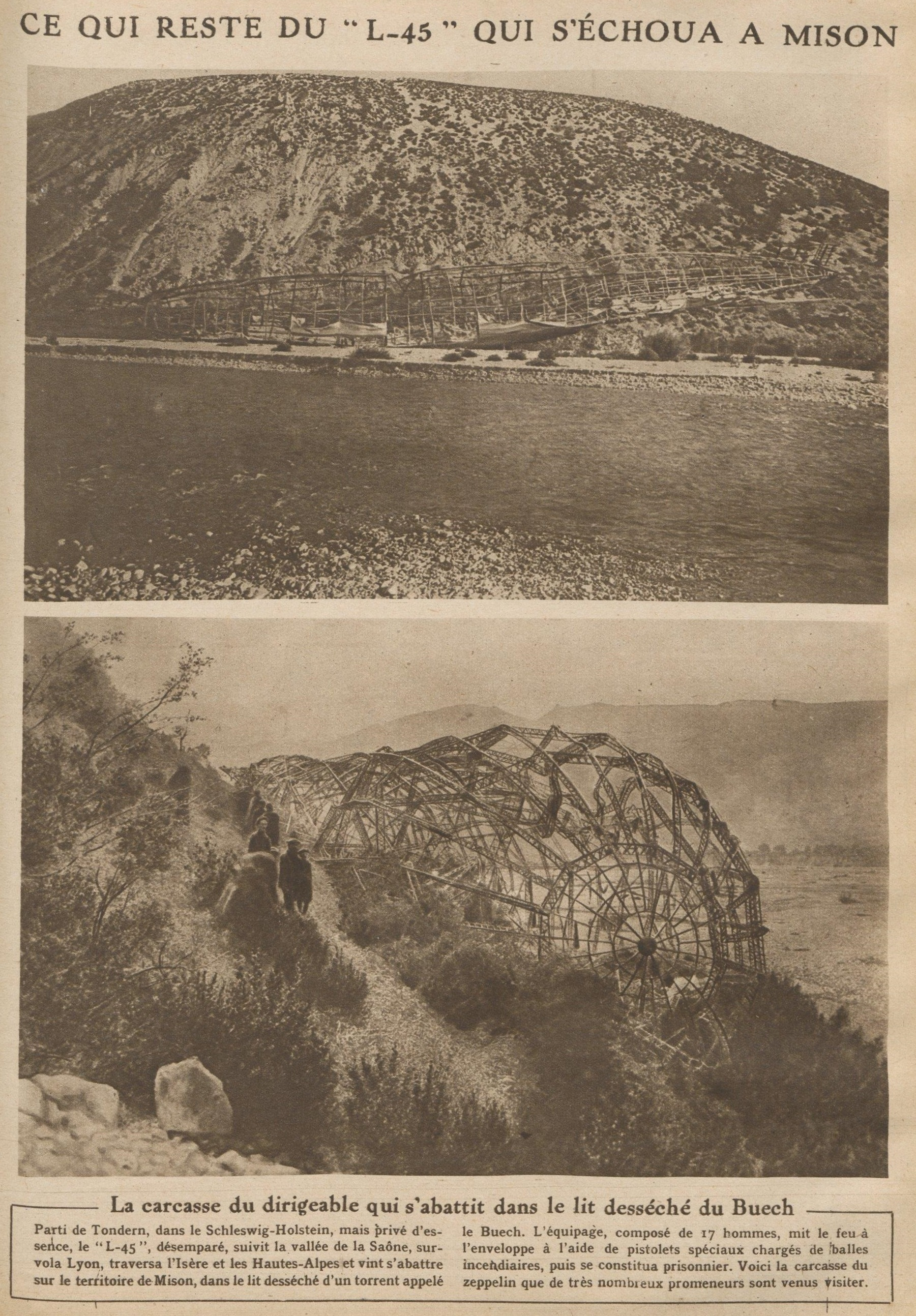
La chute du Zeppelin allemand L-45 en 1917 sur la commune de Mison, vue par l'hebdomadaire Le Miroir.

Au début de la Révolution, Mison est chef-lieu de canton pendant quelques années.
Le coup d'État du 2 décembre 1851 commis par Louis-Napoléon Bonaparte contre la Deuxième République provoque un soulèvement armé dans les Basses-Alpes, en défense de la Constitution. Après l’échec de l’insurrection, une sévère répression poursuit ceux qui se sont levés pour défendre la République : seize habitants de Mison sont traduits devant la commission mixte, la majorité étant condamnés à la déportation en Algérie.
La commune connait un important exode rural à partir des années 1850. La région est également touchée par les épisodes mortels régionaux ou nationaux : épidémies de choléra au XIXe siècle puis guerres mondiales au XXe siècle. La commune perd ainsi plus de la moitié de sa population, passant de 1 411 habitants en 1836 à 511 habitants en 1968.
Comme de nombreuses communes du département, Mison se soucie de donner une instruction primaire à ses enfants bien avant les lois Jules Ferry : en 1863, elle compte déjà deux écoles, aux Armands et à la Silve. Les écoles sont aussi ouvertes aux filles (la loi Falloux obligeait les communes de plus de 800 habitants à enseigner aux filles) : Mison est même la seule commune rurale du département avec Jausiers à ouvrir deux écoles aux filles avant les lois Ferry.
Le matin du 20 octobre 1917, le Zeppelin L-45 allemand s’égare, emporté par le vent, et se pose sur les rives du Buëch. L’équipage incendie le dirigeable de 145 m de long ; le génie de l’armée française récupère les douze tonnes d’aluminium de la carcasse, et quelques moteurs,.
Durant la Seconde Guerre mondiale, le département est occupé par l'Italie de novembre 1942 à septembre 1943, puis par l'Allemagne nazie jusqu'en août 1944. La ville voisine de Sisteron est bombardée par les Alliés dans le cadre du débarquement de Provence. Elle et Digne sont libérées le 19.
Jusqu’au milieu du XXe siècle, la vigne était cultivée à Mison. Elle produisait un vin destiné à l’autoconsommation, mais surtout au marché de la ville voisine de Sisteron. Cette culture est aujourd’hui abandonnée.
Le canal d'irrigation de Ventavon, qui traverse la commune, était initialement alimenté par une prise d'eau sur la Durance. Depuis les travaux d'aménagement de la Durance de la deuxième moitié du XXe siècle, l'eau est fournie par une station de pompage construite par EDF.

## Politique et administration

### Administration municipale
De par sa taille, la commune dispose d'un conseil municipal de quinze membres (article L2121-2 du Code général des collectivités territoriales). Lors du scrutin de 2008, il n’y eut qu’un seul tour et le maire sortant Robert-Henri Gay a été réélu conseiller municipal avec le septième total de 550 voix, soit 84,62 % des suffrages exprimés. La participation a été de 79,37 %. Il a ensuite été nommé maire par le conseil municipal. La liste conduite par Robert Gay est réélue en 2014, sans opposant, au premier tour avec 100 % des voix exprimées.

### Liste des maires
L'élection du maire est la grande innovation de la Révolution de 1789. De 1790 à 1795, les maires sont élus au suffrage censitaire pour deux ans. De 1795 à 1800, il n’y a pas de maires, la commune se contente de désigner un agent municipal qui est délégué à la municipalité de canton.
En 1799-1800, le Consulat revient sur l'élection des maires, qui sont désormais nommés par le pouvoir central. Ce système est conservé par les régimes suivants, à l'exception de la Deuxième République (1848-1851). Après avoir conservé le système autoritaire, la Troisième République libéralise par la loi du 5 avril 1884 l'administration des communes : le conseil municipal, élu au suffrage universel, élit le maire en son sein.
| Période                                  | Période                       | Identité         | Étiquette        | Qualité                                                             |
| ---------------------------------------- | ----------------------------- | ---------------- | ---------------- | ------------------------------------------------------------------- |
| 1945                                     | 1947                          | Eugénie Lieutier |                  | résistante (veuve d'un résistant mort en déportation)               |
| 1947                                     | 1959                          | Maurice Blanc    |                  |                                                                     |
| 1959                                     | 1966                          | Albert Richand   |                  |                                                                     |
| 1966                                     | 1971                          | Gaston Curnier   |                  |                                                                     |
| 1971                                     | 1977                          | Michel Dugue     |                  |                                                                     |
| 1977                                     | 1985                          | Jean Andrieu     | RPR              | Conseiller général                                                  |
| 1985                                     | En cours (au 21 octobre 2014) | Robert Gay,      | RPR puis UMP-LR, | Ingénieur chimiste Sanofi retraité Conseiller départemental (2015-) |
| Les données manquantes sont à compléter. |                               |                  |                  |                                                                     |

Près de la chapelle construite à l’écart du cimetière, se trouve une stèle élevée en mémoire de l’ancien maire Jean Andrieu (1925-1985).

### Intercommunalité
Mison a fait partie, de 2006 à 2016, de la communauté de communes du Sisteronais. Depuis le 1er janvier 2017, elle est membre de la communauté de communes du Sisteronais Buëch.

### Instances judiciaires et administratives
Mison est une des quinze communes du canton de Sisteron, qui totalisait 12 622 habitants en 2012. Le canton a fait partie de l’arrondissement de Sisteron du 17 février 1800 au 10 septembre 1926, date de son rattachement à l'arrondissement de Forcalquier et de la deuxième circonscription des Alpes-de-Haute-Provence. Mison fait partie du canton de Sisteron depuis 1801, après avoir fait partie du canton de Mison de 1793 à 1801. Mison fait partie de la juridiction d’instance et prud'homale de Manosque, et de grande instance de Digne-les-Bains.

### Fiscalité locale
| Taxe                                        | Part communale | Part intercommunale | Part départementale | Part régionale |
| ------------------------------------------- | -------------- | ------------------- | ------------------- | -------------- |
| Taxe d'habitation                           | 7,05 %         | 0,66 %              | 5,53 %              | 0,00 %         |
| Taxe foncière sur les propriétés bâties     | 21,02 %        | 1,94 %              | 14,49 %             | 2,36 %         |
| Taxe foncière sur les propriétés non bâties | 32,75 %        | 4,07 %              | 47,16 %             | 8,85 %         |
| Taxe professionnelle                        | 8,85 %         | 1,21 %              | 10,80 %             | 3,84 %         |

La part régionale de la taxe d'habitation n'est pas applicable.
La taxe professionnelle est remplacée en 2010 par la cotisation foncière des entreprises (CFE) portant sur la valeur locative des biens immobiliers et par la contribution sur la valeur ajoutée des entreprises (CVAE) (les deux formant la contribution économique territoriale (CET) qui est un impôt local instauré par la loi de finances pour 2010).

## Population et société

### Démographie
L'évolution du nombre d'habitants est connue à travers les recensements de la population effectués dans la commune depuis 1765. Pour les communes de moins de 10 000 habitants, une enquête de recensement portant sur toute la population est réalisée tous les cinq ans, les populations de référence des années intermédiaires étant quant à elles estimées par interpolation ou extrapolation. Pour la commune, le premier recensement exhaustif entrant dans le cadre du nouveau dispositif a été réalisé en 2005.

En 2022, la commune comptait 1 115 habitants, en évolution de −0,18 % par rapport à 2016 (Alpes-de-Haute-Provence : +2,84 %, France hors Mayotte : +2,11 %).
| 1765 | 1793  | 1800  | 1806  | 1821  | 1831  | 1836  | 1841  | 1846  |
| ---- | ----- | ----- | ----- | ----- | ----- | ----- | ----- | ----- |
| 897  | 1 206 | 1 329 | 1 256 | 1 249 | 1 411 | 1 411 | 1 291 | 1 398 |

| 1851  | 1856  | 1861  | 1866  | 1872  | 1876  | 1881  | 1886  | 1891 |
| ----- | ----- | ----- | ----- | ----- | ----- | ----- | ----- | ---- |
| 1 301 | 1 204 | 1 113 | 1 095 | 1 086 | 1 027 | 1 012 | 1 006 | 964  |

| 1896 | 1901 | 1906 | 1911 | 1921 | 1926 | 1931 | 1936 | 1946 |
| ---- | ---- | ---- | ---- | ---- | ---- | ---- | ---- | ---- |
| 939  | 905  | 864  | 744  | 700  | 628  | 648  | 594  | 583  |

| 1954 | 1962 | 1968 | 1975 | 1982 | 1990 | 1999 | 2005 | 2006 |
| ---- | ---- | ---- | ---- | ---- | ---- | ---- | ---- | ---- |
| 548  | 549  | 511  | 566  | 579  | 764  | 849  | 945  | 966  |

| 2010  | 2015  | 2020  | 2022  | - | - | - | - | - |
| ----- | ----- | ----- | ----- | - | - | - | - | - |
| 1 005 | 1 106 | 1 118 | 1 115 | - | - | - | - | - |

| 1553       |
| ---------- |
| 80 maisons |

L’histoire démographique de Mison, après le lent mouvement de croissance allant jusqu’au début du XIXe siècle, est marquée par une période d’« étale » où la population reste stable à un niveau élevé. Cette période dure peu, de 1831 à 1846. L’exode rural provoque ensuite un mouvement de perte de population de longue durée. En 1921, la commune enregistre la perte de plus de la moitié de sa population par rapport à son maximum historique. Le mouvement de perte se poursuit jusqu’aux années 1960. Depuis, la population est repassée au-dessus du seuil du millier d’habitants.

### Enseignement

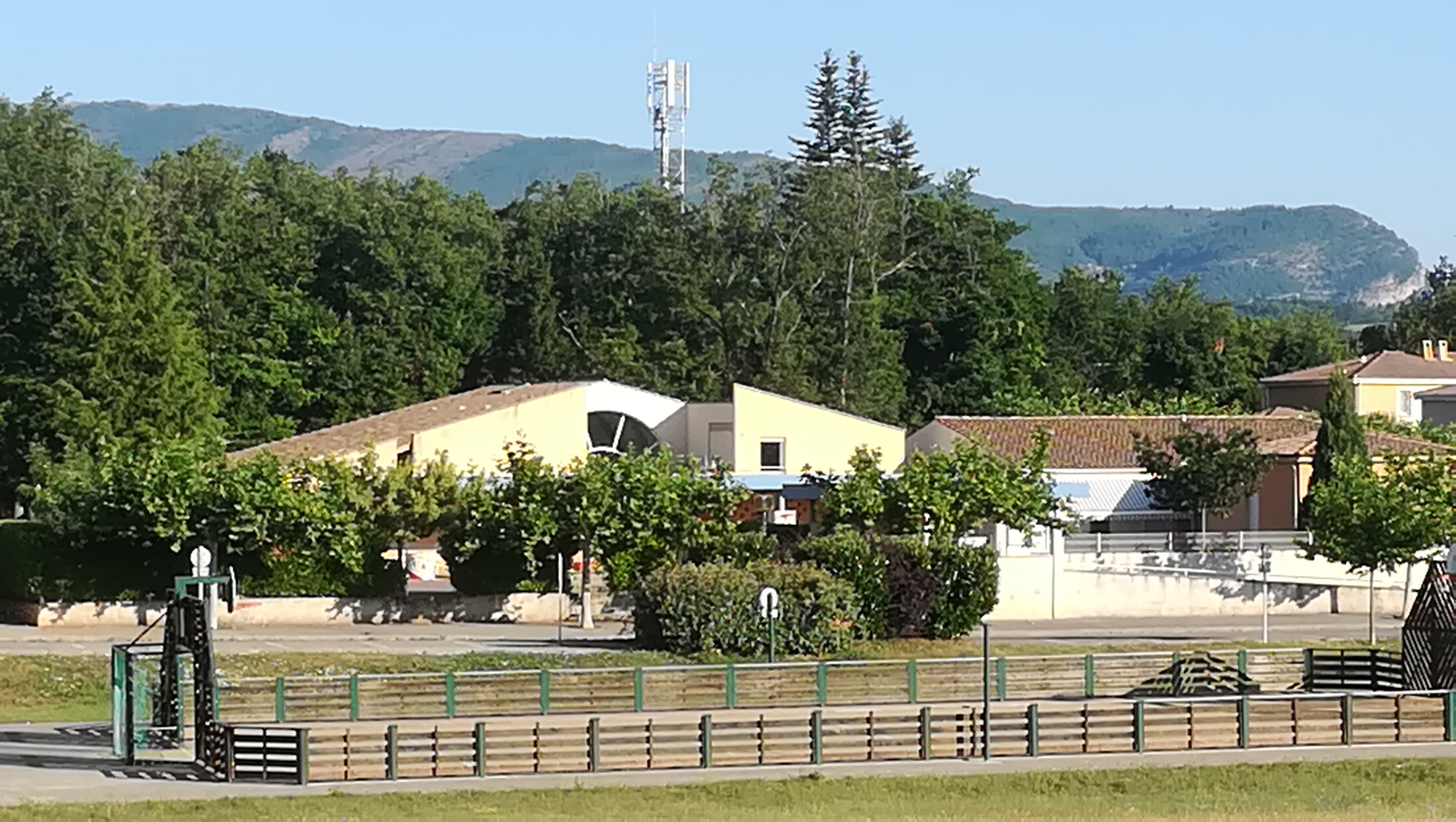
École de Mison.

La commune dispose d’une école primaire publique. Ensuite, les élèves sont affectés au collège de la cité scolaire Paul Arène à Sisteron,. Puis ils poursuivent au lycée de la cité scolaire Paul Arène à Sisteron.

### Santé
e Centre Hospitalier le plus proche est celui de Sisteron (Centre Hospitalier InterCommunal des Alpes du Sud - site de Sisteron).

## Économie

### Revenus de la population et fiscalité
En 2008, le revenu fiscal médian par ménage était de 18 397 €,
ce qui plaçait Mison au 11 111e rang parmi les 31 604 communes de plus de 50 ménages en métropole.

### Population active
En 2009, la population active s’élevait à 495 personnes, dont 48 chômeurs (49 fin 2011). Ces travailleurs sont majoritairement salariés (79 %) et travaillent majoritairement hors de la commune (71 %).

### Agriculture
Fin 2010, le secteur primaire (agriculture, sylviculture, pêche) comptait 39 établissements actifs au sens de l’Insee (exploitants non-professionnels inclus) et 20 emplois salariés.
Le nombre d’exploitations professionnelles, selon l'enquête Agreste du ministère de l’Agriculture, est de 26 en 2010. Il était de 29 en 2000, de 52 en 1988. Actuellement[Quand ?], ces exploitants sont principalement spécialisés dans les cultures permanentes (arboriculture) pour 18 exploitations, les grandes cultures (4 exploitations) et la polyculture (les 4 restantes). De 1988 à 2000, la surface agricole utile (SAU) a légèrement baissé, de 1 544 à 1 463 ha. La SAU est depuis quasi stable, avec une légère augmentation lors de la dernière décennie, à 1 487 ha.
Les agriculteurs de la commune de Mison n’ont droit à aucun label appellation d'origine contrôlée (AOC), mais peuvent bénéficier de dix-huit labels indication géographique protégée (IGP) dont quinze concernent les vins alpes-de-haute-provence (IGP) blanc, rouge et rosé et VDP de Méditerranée mousseux ou primeur blanc, rouge et rosé, les trois restants étant le miel de Provence, l’agneau de Sisteron, et les pommes des Alpes de Haute-Durance. La principale utilisée est l’IGP Pommes des Alpes de Haute-Durance, aucun éleveur ovin n’étant installé à Mison, et les quinze labels concernant le vin (alpes-de-haute-provence (IGP) et VDP de Méditerranée) ne sont pas utilisés, la vigne n’étant pas cultivée pour une production commerciale dans la commune.

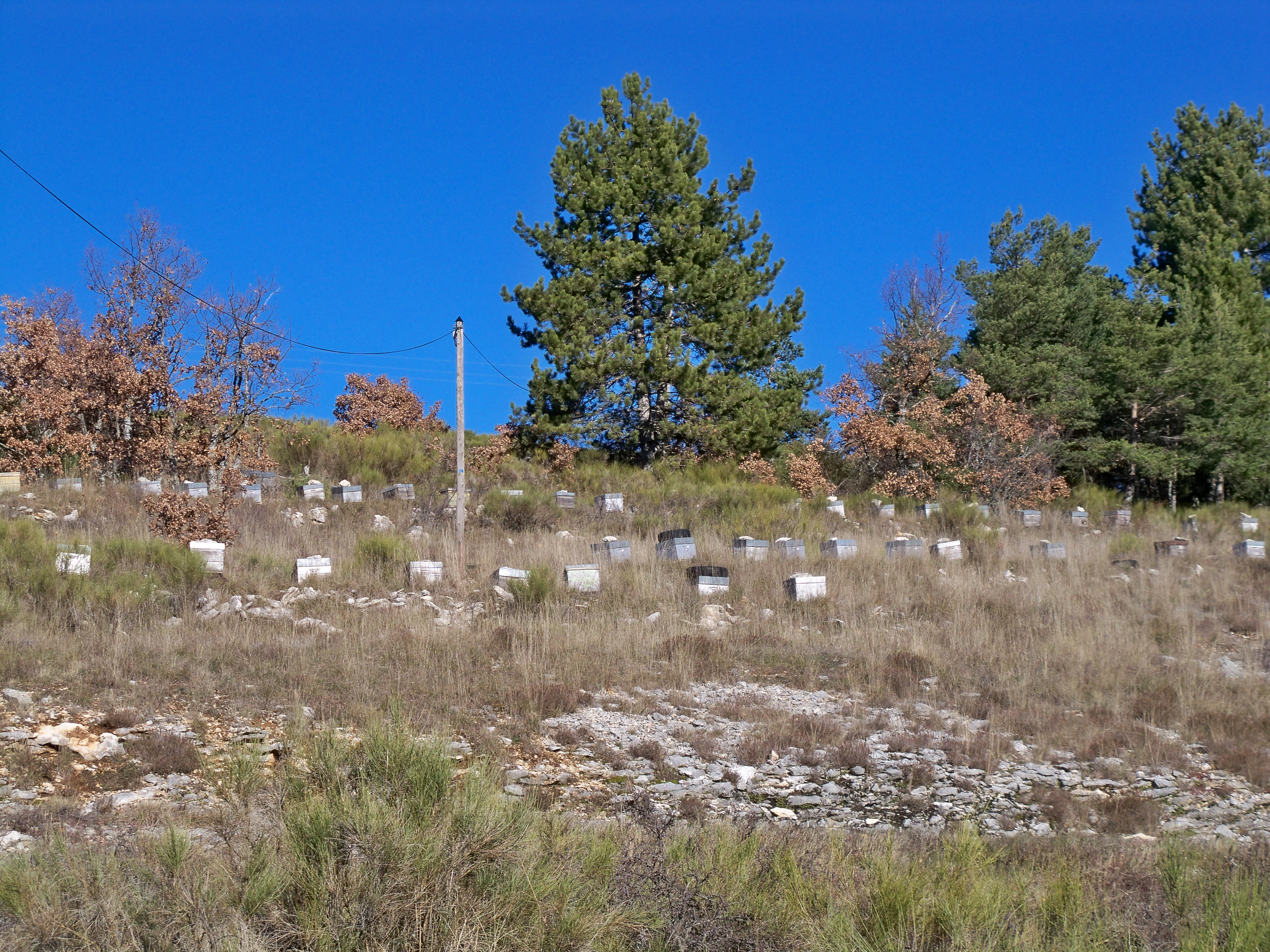
Ruches à la combe du Pommier.
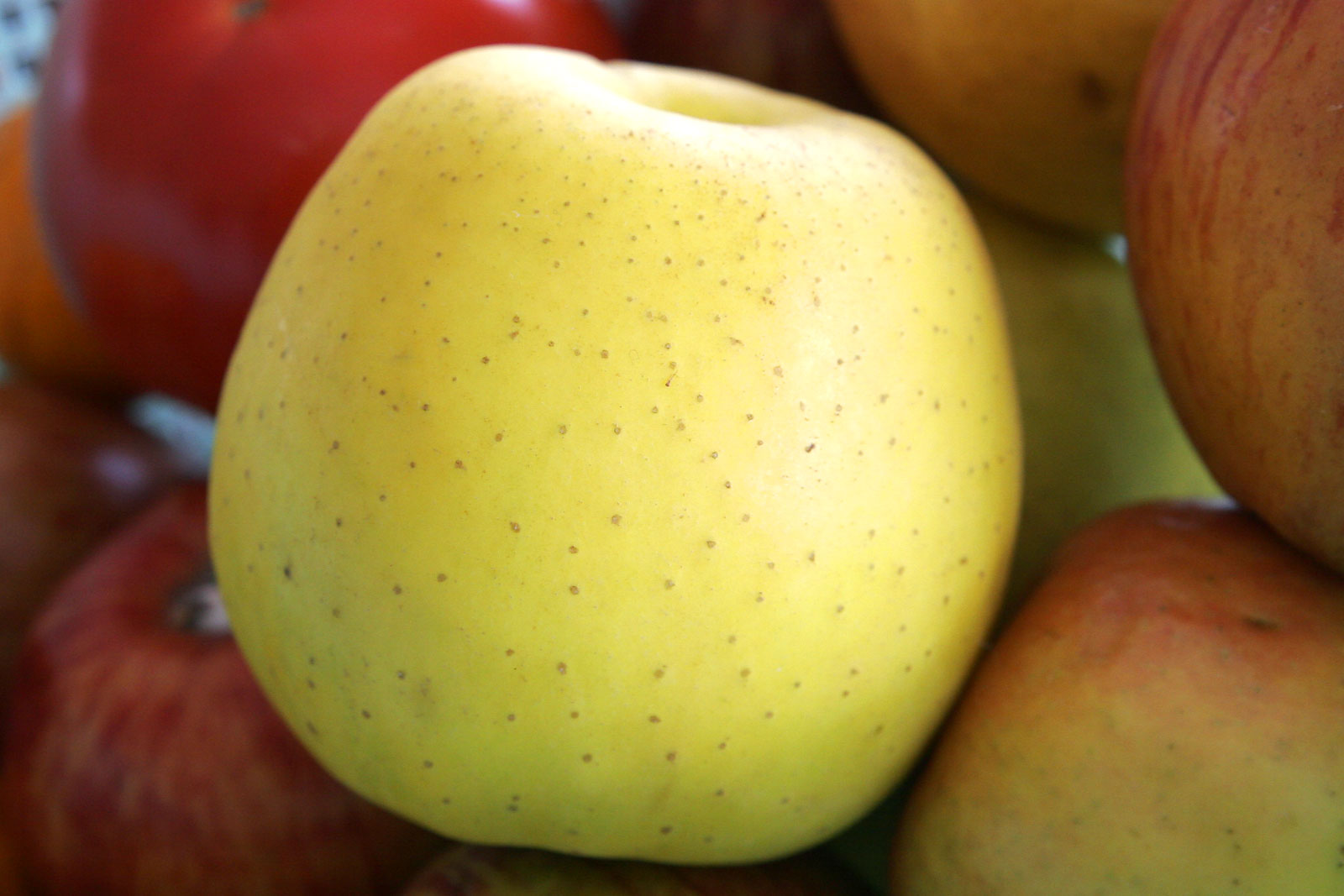
Golden et gala.

Un arboriculteur de Mison pratique l’arboriculture raisonnée.

### Industrie
Fin 2010, le secteur secondaire (industrie et construction) comptait 35 établissements, employant 55 salariés.
Les abattoirs de Sisteron fournissent les matières premières à deux entreprises de la commune, Alpes Cuir (10 salariés) et le Comptoir sisteronais des peaux.

### Activités de service
Fin 2010, le secteur tertiaire (commerces, services) comptait 52 établissements (avec 40 emplois salariés), auxquels s’ajoutent les trois établissements du secteur administratif (regroupé avec le secteur sanitaire et social et l’enseignement), salariant 23 personnes.
D'après l’Observatoire départemental du tourisme, la fonction touristique est secondaire pour la commune, avec moins d’un touriste accueilli par habitant. Les capacités d'hébergement de la commune consistent en des meublés labellisés et non-labellisés. Les résidences secondaires apportent un complément à la capacité d’accueil : au nombre de 107, elles représentent 18 % des logements. Parmi les résidences secondaires, 12 possèdent plus d’un logement,.

## Culture locale et patrimoine
Une médiathèque est ouverte en novembre 2008.

### Lieux et monuments

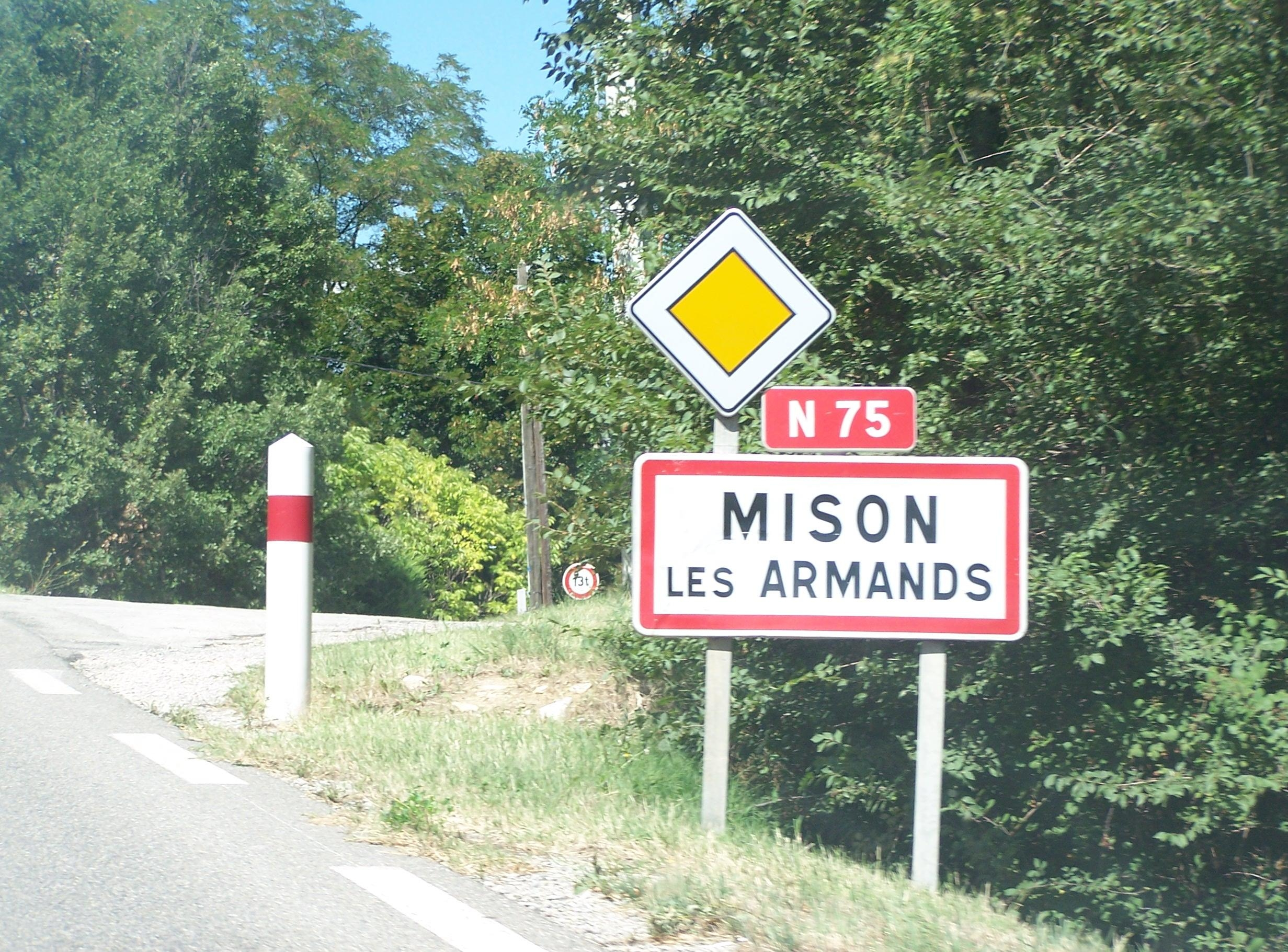
Panneau indicateur du village.

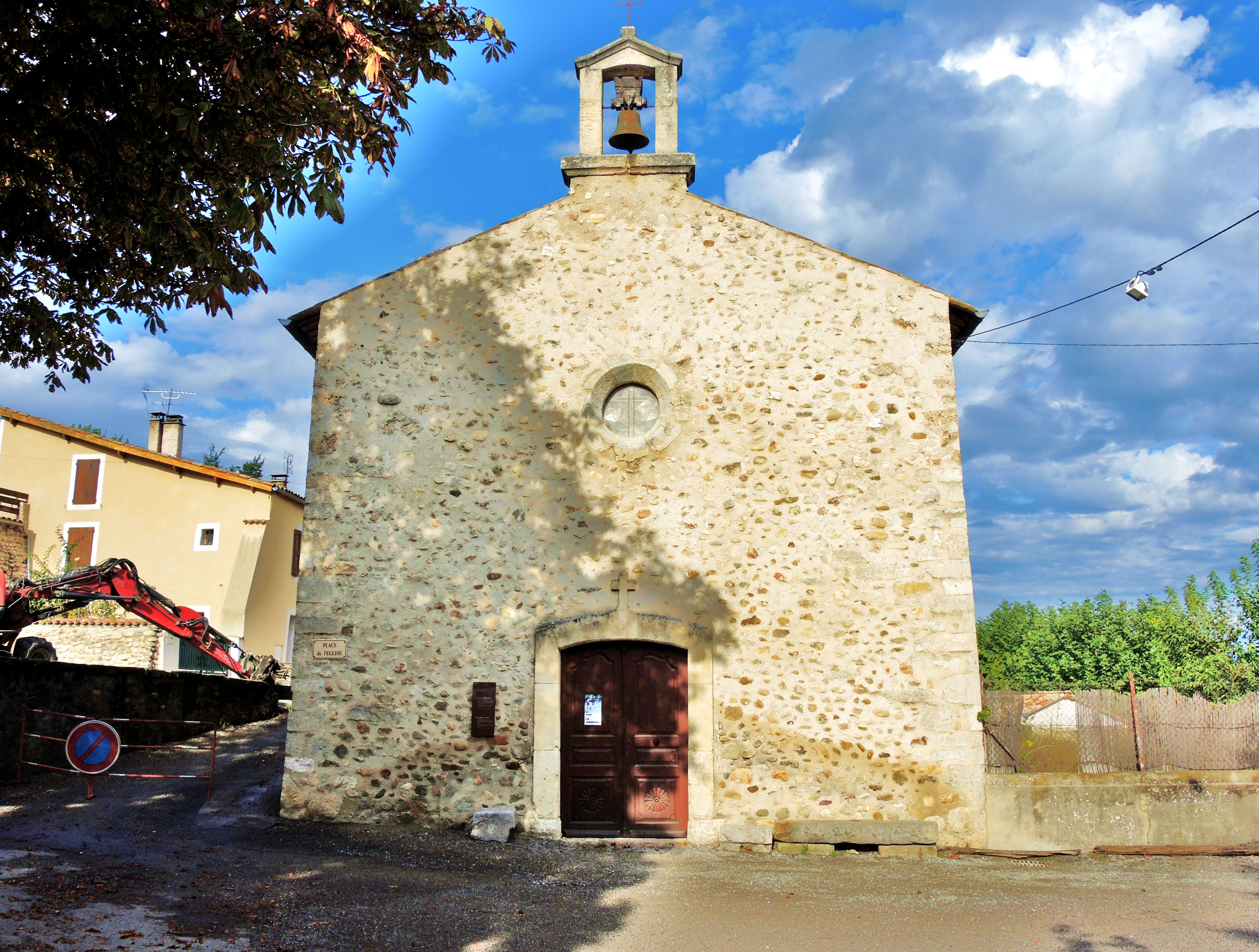
Façade de l'église saint Roch, dans le village de Mison.

Au village, une maison dont la façade est percée de fenêtres cintrées a été construite en 1780. Un ancien relais de poste est situé au hameau des Armands, sur la route nationale.
Sur la butte qui domine le village se trouvent les ruines du château fort (Xe siècle) ; sa courtine extérieure est partiellement construite en galets. Ayant appartenu aux comtes de Provence, il est aujourd'hui propriété de la commune. Sa restauration, entamée par l’association Alpes de Lumière, dure de 2005 à 2013.
La reconstruction de l’église du village, Notre-Dame-de-la-Baume, est achevée en 1602. La nef est voûtée en berceau et entièrement entourée par une tribune. Le clocher-mur est situé au-dessus du chœur,. Le tableau représentant la Sainte Famille date du XVIIe siècle (classé monument historique au titre objet. Parmi le mobilier, on trouve encore une chaire en noyer du XVIIIe siècle.
Trois bornes datant du XIVe siècle marquant la frontière entre seigneuries du Poët et de Mison subsistent sur la commune. Une se trouve au lieu-dit Paillade, une autre à Blâche Pauvre ; la dernière, déplacée après les travaux de l’A51, est au musée de Gap. Une copie se trouve au carrefour de la RD 4085 et de la route des Grandes Blâches.
La date de première édification de la chapelle Saint-Roch est incertaine, bien que sa titulature indique la recherche d’une protection contre la peste. On peut la situer à la fin du Moyen Âge, ou fin XVIe-début XVIIe siècle. Elle est pour cette raison donc située en dehors du village, sur le bord de la route. Elle a été reconstruite à la fin du XIXe siècle.
L’église Saint-Pierre se trouve au milieu du hameau de la Silve. Elle est construite en 1868-1874 (ou 1844, ou au XVIIIe siècle), et mesure 21 m sur 6,5 m. Le clocher fait 26 m de haut,.

### Cinéma
Mison (scènes de la gare, aujourd'hui désaffectée) a été l'une des deux communes, avec Sisteron, dans lesquelles a été tourné le film La Maison des bories, réalisé par Jacques Doniol-Valcroze en 1970.

### Personnalités liées à la commune
- Joseph-Charles-André d'Arbaud, marquis de Mison, baron de Jouques (né et mort à Aix-en-Provence, les 11 mai 1769 et 5 juin 1849), militaire de l’armée des émigrés et haut fonctionnaire français des XVIIIe et XIXe siècles.
- Ernest Benjamin Esclangon, astronome et mathématicien, est né à Mison en 1876. En 1933, il invente l'horloge parlante.
- Jean-Baptiste Salvat, ambassadeur au Maroc à l’époque de Louis XIV.

### Héraldique
| Blason de Mison | Blasonnement : D'azur à la fasce haussée d'argent chargée du mot MISON de sable, surmontée de deux roses d'argent et accompagnée en pointe d'un chevron abaissé d'or enfermant une autre rose d'argent. |